# Ideonella sakaiensis
Ideonella sakaiensis je bakterie z rodu Ideonella a čeledi Comamonadaceae. Objevena byla poblíž japonské továrny na recyklaci plastových lahví. Popsána byla v časopise Science v březnu 2016.
Ideonella sakaiensis je pomocí dvou enzymů (PETázy a MHETázy) schopna štěpit polyethylentereftalát na dva monomery, kyselinu tereftalovou a ethylenglykol. Produkty štěpení se pak živí, využívá je jako svůj hlavní zdroj uhlíku. Přitom PET je biologicky velmi odolný: zatím se podařilo nalézt jen několik málo druhů hub, které ho dokáží rozložit.